# Усть-Уркима
Усть-Уркима́ — село в Тындинском районе Амурской области России, административный центр сельского поселения Нюкжинский сельсовет.
Село Усть-Уркима, как и Тындинский район, приравнено к районам Крайнего Севера.

## Название
Название эвенкийского происхождения, восходящее к слову «эркимэ» со значением «дремлющая». В нижнем течении река протекает по заболоченной местности, поэтому характер течения ленивый, медленный, что и дало эвенкам повод так образно назвать реку.

## География
Расположено в 152 км к северо-западу от районного центра, города Тында, на правом берегу реки Нюкжи, выше устья Уркимы, в 28 км к югу от станции Ларба на БАМе. В 40 км к востоку от села расположен пос. Хорогочи, расстояние по лесной дороге — более 70 км.
Территория поселения богата россыпным и рудным золотом.

## История
Основано в 1935 году.

## Население
| 1990 | 1995 | 1996 | 1997 | 1998 | 1999 | 2000 | 2001 | 2002 | 2003 |
| ---- | ---- | ---- | ---- | ---- | ---- | ---- | ---- | ---- | ---- |
| 417  | ↗418 | ↘413 | ↘403 | ↗410 | ↘395 | ↗402 | ↘369 | ↘357 | ↗381 |
| 2010 | 2012 | 2013 | 2014 | 2015 | 2016 | 2017 | 2018 |      |      |
| ↘285 | ↘275 | ↘268 | ↘266 | ↘263 | ↘255 | ↗256 | ↗260 |      |      |

Национальный состав
Численность и доля в общей численности эвенков.
| Год наблюдения         | 1990 | 1995 | 1996 | 1997 | 1998 | 1999 | 2000 | 2001 | 2002 | 2003 |
| ---------------------- | ---- | ---- | ---- | ---- | ---- | ---- | ---- | ---- | ---- | ---- |
| число эвенков          | 210  | 256  | 244  | 233  | 242  | 240  | 241  | 229  | 223  | 218  |
| % от общей численности | 50,4 | 61,2 | 59,1 | 57,8 | 59,0 | 60,8 | 60,0 | 62,1 | 62,5 | 57,2 |

Коренные жители — эвенки — занимаются рыболовством, оленеводством и охотой.

## Инфраструктура
В селе есть начальная школа, Дом культуры, библиотека.

## Топографические карты
- Лист карты N-51-X Усть-Уркима. Масштаб: 1 : 200 000. Состояние местности на 1964—1983 год. Издание 1986 г.